# تبعیدی‌ها (فیلم ۱۹۶۱)
تبعیدی‌ها (انگلیسی: The Exiles) فیلمی مستند است که در سال ۱۹۶۱ منتشر شد.